# Ustilaginales
Ustilaginales é uma ordem de fungos da classe Ustilaginomycetes. Esta ordem contém 8 famílias, 49 géneros, e 851 espécies.
Os membros de Ustinaginales são também conhecidos como "fungos dos carvões". São patógenos vegetais, em que apenas o estágio dicariota é parasita obrigatório.

## Morfologia
Têm esporo de repouso (teliósporo) de parede espessa, também designado clamidósporo.

## Importância económica
Ustilago maydis pode infectar o milho (Zea mays) produzindo galhas tumorais que destroem as espigas.